# Chuyện của mặt trời – Chuyện của chúng ta
Chuyện của mặt trời – Chuyện của chúng ta (còn được gọi là Cánh cung 3) là album phòng thu thứ ba của nhạc sĩ Đỗ Bảo, hợp tác cùng ca sĩ Trần Thu Hà, được phát hành vào ngày 15 tháng 8 năm 2013 bởi Hãng phim Phương Nam và Totoro Records. Album tuyển tập 12 ca khúc, được thu âm tách rời nhau tại những phòng thu cá nhân của 2 nghệ sĩ tại Việt Nam và Mỹ. Chuyện của mặt trời – Chuyện của chúng ta ghi nhận những trải nghiệm và suy tư tuổi 30, khắc họa rõ nét chân dung 2 người bạn thân trong nghề cũng như trong cuộc sống. Đây cũng chính là album cuối cùng nằm trong chuỗi dự án album sự nghiệp Cánh cung của nhạc sĩ Đỗ Bảo, bên cạnh những album Cánh cung (2004) và Thời gian để yêu (2008).
Cho dù không được quảng bá qua bất kỳ kênh thông tin chính thức nào và được phát hành trong một boxset CD với giá thành tương đối cao, song album vẫn có được thành công vô cùng lớn về thương mại. Mặt khác, Chuyện của mặt trời – Chuyện của chúng ta còn nhận được những đánh giá chuyên môn ấn tượng, giúp Đỗ Bảo lần thứ 2 giành cú đúp tại Giải thưởng Âm nhạc Cống hiến năm 2014 cho "Album của năm" và "Nhạc sĩ của năm". Album cũng trở thành một phần trong chương trình liveshow sự nghiệp Cánh cung: Live in Hanoi, diễn ra vào tối ngày 8 tháng 12 năm 2013 tại Cung Văn hóa Hữu nghị Hà Nội nhằm kỷ niệm sự nghiệp 20 năm sáng tác của cá nhân nhạc sĩ.

## Hoàn cảnh ra đời
Đỗ Bảo quen biết Trần Thu Hà từ khi còn theo học tại Trường Cao đẳng Nghệ thuật Hà Nội. Sau đó, cả hai nghệ sĩ trẻ trở thành bạn thân khi cùng nhau theo học tại Nhạc viện Hà Nội. Tài năng của họ sớm được chứng tỏ khi Trần Thu Hà giành được vô số giải thưởng lớn nhỏ, mở đầu cho sự nghiệp ca hát rực rỡ sau này của mình, trong khi bản thân Đỗ Bảo lập nên ban nhạc Sao Mai tương đối thành công tại nhiều sân khấu Thủ đô.
Cuối năm 2001, Đỗ Bảo bất ngờ được nhạc sĩ Ngọc Đại chọn làm nhạc sĩ hòa âm phối khí cho album Nhật thực. Tuy nhiên, dự án gặp khó khăn khi không thể chọn được ca sĩ có khả năng truyền tải các ca khúc. Đỗ Bảo liền giới thiệu người bạn Trần Thu Hà làm ca sĩ thể hiện album. Album cùng liveshow theo kèm có được thành công vang dội, được bình chọn là "Sự kiện văn hóa tiêu biểu" của năm 2002, một hiện tượng đặc biệt thay đổi hoàn toàn phong cách âm nhạc cũng như nghệ thuật trình diễn. Thành công của Nhật thực trực tiếp giới thiệu tên tuổi của Đỗ Bảo và Trần Thu Hà tới với công chúng, góp phần xây đắp vững chắc tình bạn giữa 2 nghệ sĩ trẻ tài năng.
Năm 2004, Đỗ Bảo thực hiện album tác giả đầu tay mang tên Cánh cung. Trần Thu Hà lập tức đề nghị thể hiện tất cả các ca khúc của album song nhạc sĩ từ chối. Sau đó, Trần Thu Hà chỉ hát 2 bài cho mỗi album Cánh cung và Thời gian để yêu (hay Cánh cung 2, 2008), rồi tham gia vào một vài dự án nhỏ của cá nhân nhạc sĩ.
Công việc chuẩn bị cho album lần này được Đỗ Bảo bắt đầu vào dịp Tết năm 2012. Khác với 2 album Cánh cung trước, Chuyện của mặt trời – Chuyện của chúng ta chính là sản phẩm mà nhạc sĩ chỉ chọn duy nhất một ca sĩ trình bày tất cả các ca khúc của mình. Ý tưởng thực hiện album chung được anh đề nghị với Trần Thu Hà từ nhiều năm trước, song khi đó cả hai đều chưa quyết định có phải là Cánh cung 3 hay không. Anh tâm sự: "Tại sao tôi lại nghĩ tới Hà Trần? Tôi nghĩ Hà Trần cũng đến một giai đoạn, cũng đến một độ chín tràn đầy nhất về nhiều mặt, để mà Hà tham gia vào một sản phẩm tạm gọi là nổi bật, tạm gọi là đặc biệt. Cái thứ hai nữa là quá trình mà Hà đã thể hiện trong nghề nghiệp thì đương nhiên không ai nghi ngờ về tài năng của cô ấy cả. Rõ ràng Hà Trần là một nhân tố đảm bảo cho mọi sản phẩm rồi." Bản thân Trần Thu Hà cũng rất hào hứng với dự án và khả năng hợp tác thành công với người bạn thân:
"Khác (so với những album trước) ở chỗ mỗi người đều xác tín về bản thân, và rủ nhau chơi chung một hành trình tìm lại kỷ niệm. Tuổi hăm là cái tuổi đi hăm hở, đá tất cả những vật cản trên đường. Tuổi băm tìm kiếm dấu ấn quá khứ, cùng thành đạt thì cuộc chơi ấy đầy đặn xúc cảm trong giọng điệu thảnh thơi. Chưa chắc 10 năm sau Bảo rủ làm đĩa tôi sẽ nhận lời, vì ngộ nhỡ lúc đó đang bước vào cơn khủng hoảng tuổi trung niên thì sao?"
Vì nhiều lý do chủ quan và khách quan, Chuyện của mặt trời – Chuyện của chúng ta không thể được ra mắt định kỳ 4 năm như 2 album Cánh cung trước. Nếu chỉ tính những album phát hành trong nước, đây cũng là album đầu tiên của Trần Thu Hà sau 7 năm kể từ sản phẩm nổi tiếng Đối thoại 06. Các ca khúc được Đỗ Bảo viết song song với thời gian sản xuất. Do gia đình của Trần Thu Hà định cư tại Mỹ, phần sáng tác hòa âm bởi Đỗ Bảo và phần hát bởi Trần Thu Hà được thực hiện tại 2 phòng thu riêng biệt tại nhà riêng của 2 nghệ sĩ, xen lẫn với những lần quay trở lại Hà Nội của nữ ca sĩ. Ngoài việc lệch múi giờ, rất nhiều khó khăn trong quá trình thu âm đã được nhạc sĩ thổ lộ:
"Lần này là một sự cộng tác toàn diện đầu tiên giữa chúng tôi... Suốt một năm trời, đây là công việc chiếm thời gian chính của tôi... Sống ở nước ngoài nhiều năm nên có những cái Hà phải làm quen lại với cách làm album ở Việt Nam... Trong quá trình làm, có những bài vừa thu âm là hay luôn có những bài thu vài lần mới hay. Có những bài thu mãi không hay và Hà đã cố hết sức rồi thì tôi phải là người thay đổi theo cô ấy, sửa bản phối, nốt nhạc, lời ca… và thu lại... Không có lý do gì mà Hà không làm được cả, vấn đề là khả năng mà thôi. Tôi chỉ cần Hà làm hết khả năng cô ấy và có thể hàng ngày cô ấy hiểu tôi làm hết khả năng của mình. Nó được đến đâu là số phận của nó..."

## Sáng tác
~ Đỗ Bảo
Là một sản phẩm trong dự án Cánh cung, Đỗ Bảo quay trở lại với thế mạnh pop sở trường kết hợp với nhiều dòng nhạc khác như jazz, blues, acoustic, reggae, nhạc điện tử và New Age. 12 ca khúc được viết bao quanh chủ đề về tình yêu và lương tri, khai thác trực tiếp những suy nghĩ và trăn trở từ cuộc sống của nhạc sĩ nói riêng, và của người đàn ông tuổi 30 nói chung. Ca từ tiếp tục được đầu tư, trong khi phần giai điệu vẫn đảm bảo tính thương hiệu của âm nhạc Đỗ Bảo. Đặc biệt, Chuyện của mặt trời – Chuyện của chúng ta là một sản phẩm không chỉ của riêng Đỗ Bảo mà còn của Trần Thu Hà. Trực tiếp nữ ca sĩ tham gia đóng góp, không chỉ về phần giai điệu, hòa âm mà còn về nội dung từng ca khúc. Sự kết hợp hài hòa này góp phần tạo nên tính thống nhất xuyên suốt album. Tuy nhiên không vì thế mà album trở nên đơn điệu, trái lại Chuyện của mặt trời – Chuyện của chúng ta được Đỗ Bảo sáng tác nhằm khai thác tối đa những màu sắc đa dạng trong chất giọng và âm nhạc của Trần Thu Hà, Bản thân nữ diva cũng có nhiều lo lắng với dự án: "Tôi muốn Bảo cấp tiến hơn nữa. Cầm bản thảo Cánh cung 3 trong tay tôi cũng phải điều chỉnh một vài quan điểm. Sự cấp tiến ở một cá nhân vượt trội thì anh ta sẽ rất lạc lõng trong đám đông. Với tác giả, đấy là một thiệt thòi." Tuy nhiên, nhạc sĩ lại bày tỏ sự tin tưởng lớn với sản phẩm này:
"Cô ấy có những vấn đề của cô ấy, và cô ấy hát về chúng qua những lời ca tôi viết, theo cách hiểu và cảm nhận của riêng mình, đó là một cái tôi rõ ràng của Hà. Có những bài hát Hà thu gửi tôi nghe khiến tôi bần thần hồi lâu, tôi thấy gặp lại Hà những năm nào đó, cực kì tình cảm, giàu nữ tính, nhưng đã đủ đầy trải nghiệm qua bất cứ ẩn ức nào mà lứa chúng tôi đều mang theo. Hà Trần trong suy nghĩ của tôi phải là người đã chọn âm nhạc để xua đi tất cả những thứ vớ vẩn trên đời, vượt cao hơn những ẩn ức mà thế hệ chúng tôi từng có hay mỗi nỗi buồn riêng đã qua, để hát như là một phương thức cứu lấy mình, đôi lúc Hà cũng hồn nhiên như trẻ con và tôi thích Hà trong những lúc như thế. Làm sao album đó có thể dở được khi mà chúng tôi đã xây dựng từng chi tiết với sự hiểu biết nhau, cẩn trọng và nâng niu sản phẩm chung."
Tình yêu và lương tri là 2 chủ đề chính trong các sáng tác của album. Nhạc sĩ nói: "Khi viết những bài hát này, tôi cũng bị ám ảnh bởi hai yếu tố, đó là tình yêu muôn thuở, và cái lương tâm tốt đẹp vốn có khi người ta sinh ra như ai đó đã nói. Tôi phát hiện ra rằng tình yêu và lương tâm là cái người ta có thể vịn vào, nương tựa vào để hiểu các giá trị, nhận thức bản thân đang ở đâu và đi về đâu trong bản đồ đời sống." Ca khúc "Hành trang để yêu" được Đỗ Bảo sáng tác như là "tâm sự của một cô gái cảm thấy không thể đến được với người yêu dù họ ở rất gần nhau, dù hành trang của cô chỉ là trái tim, rất nhẹ nhàng." Tình bạn lâu năm giữa Đỗ Bảo và Trần Thu Hà được anh trực tiếp viết nên câu hát "Thời gian không tuổi buộc người chốn đây, dù ta khác biệt lạnh nóng hai miền. Giấc mơ xa vời chỉ luôn luôn cháy, dù nơi chúng ta là đêm với ngày" trong ca khúc tiêu đề. Ca khúc "Chuyện tôi yêu" tổng hợp lại những kỷ niệm tuổi thơ của cá nhân nhạc sĩ khi sống trong khu phố cổ Hà Nội, còn "Tháng hai uể oải" là tâm trạng của một người chán nản bắt nhịp lại guồng quay công việc sau đợt nghỉ Tết dài. "Đôi giầy lười" thậm chí được Đỗ Bảo sáng tác từ những suy nghĩ trong một lần uống cafe chờ đánh giày. "Bài ca cây đàn" được anh sáng tác dành tặng riêng tất cả những nghệ sĩ cùng anh hoàn chỉnh album. Tình yêu lứa đôi, đặc biệt tới người vợ của mình, được Đỗ Bảo khắc họa dưới một góc nhìn giàu suy tư trong những ca khúc "Biết mãi là bao lâu" hay "Kế hoạch làm bạn".

## Danh sách ca khúc
Tất cả các ca khúc được trình bày bởi Trần Thu Hà.
Tất cả các ca khúc được viết bởi Đỗ Bảo.
| STT | Nhan đề                                     | Thời lượng |
| --- | ------------------------------------------- | ---------- |
| 1.  | "Đôi giày lười"                             | 4:58       |
| 2.  | "Hành trang để yêu"                         | 4:42       |
| 3.  | "Chuyện tôi yêu"                            | 3:56       |
| 4.  | "Biết mãi là bao lâu"                       | 5:18       |
| 5.  | "Người buông neo"                           | 6:13       |
| 6.  | "Chuyện của mặt trời – Chuyện của chúng ta" | 5:06       |
| 7.  | "Tháng bảy ẩm ướt"                          | 5:25       |
| 8.  | "Người câu bóng"                            | 5:30       |
| 9.  | "Kế hoạch làm bạn"                          | 4:10       |
| 10. | "Tháng hai uể oải"                          | 4:27       |
| 11. | "Thành phố không ngủ"                       | 5:59       |
| 12. | "Bài ca cây đàn"                            | 5:22       |

## Phát hành
Chuyện của mặt trời – Chuyện của chúng ta chiếm lấy 18 tháng sáng tác và thu âm, theo kèm là 10 ngày hậu kỳ sau đó của Đỗ Bảo tại Mỹ. Nghệ sĩ Dzung Yoko tiếp tục là người thiết kế cho album. Phương Nam Film là đơn vị duy nhất được sở hữu quyền phát hành qua hệ thống nhà sách và các cửa hàng băng đĩa trên khắp cả nước. Không giống với bất kể sản phẩm âm nhạc nào khác, album không được giới thiệu hay quảng bá qua bất kỳ phương tiện truyền thông chính thức nào mà chỉ qua facebook cá nhân của nhạc sĩ Đỗ Bảo đúng 1 tháng trước ngày phát hành. Tại Mỹ, hãng đĩa nhỏ của Trần Thu Hà có tên Totoro Records là đơn vị duy nhất có tác quyền phát hành album.
Chuyện của mặt trời – Chuyện của chúng ta được chính thức phát hành vào ngày 15 tháng 8 năm 2013 trong một boxset bao gồm ảnh chụp hậu kỳ bởi Dzung Yoko, CD, phần lời các ca khúc được in bên cạnh nhiều bức ảnh mang tính tượng trưng. Album cũng được xuất hiện đồng thời cùng ngày trên trang bán lẻ Amazon và iTunes với số lượng hạn chế. Trước ngày phát hành, bản thân nhạc sĩ chỉ hi vọng bán được 2.000 đĩa sau 2-3 tuần, tuy nhiên sản phẩm tạo nên cơn sốt thực sự trong cộng đồng yêu nhạc khi con số trên được bán sạch chỉ trong 3 ngày. Trong bối cảnh việc phát tán nhạc miễn phí bất hợp pháp tràn lan trên internet, thành công thương mại này khiến bản thân 2 nghệ sĩ cảm thấy bất ngờ. Ca sĩ Trần Thu Hà nói: "Việc lan truyền miễn phí chắc Bảo đã có những bước trù liệu trước rồi. Nếu quả thật không "bị" phát tán vì có sự tôn trọng từ các trang thì tôi thực sự xúc động đấy. Khác với Bảo, tôi không "sốc" trước cơn sốt Cánh cung 3. Tôi không chủ quan, tinh vi ở điểm nào hết. Với con mắt của một nhà sản xuất kiêm ca sĩ – cái cần ăng ten bắt sóng trực tiếp từ công chúng – tôi đoán chính xác đến 95% phản ứng này." Đỗ Bảo bày tỏ: "Tôi cho rằng thành công đó tại thời điểm này là do có sự hỗ trợ của nhiều bạn bè, khán giả của Hà và tôi, giới truyền thông… những người thực sự trông đợi, tin tưởng dự án này và họ đã chia sẻ với những khó khăn của chúng tôi từ lâu [...] Lúc này tôi không băn khoăn gì, tôi thấy mọi việc là cực đúng đắn, nó phải nên như thế." Ngay sau khi phát hành Chuyện của mặt trời – Chuyện của chúng ta, Đỗ Bảo cũng tuyên bố đây là sản phẩm cuối cùng trong chuỗi album Cánh cung của anh:
"Đây sẽ là một đĩa nhạc cuối cùng tôi viết về tình yêu. Tất nhiên có thể trong tương lai mình vẫn viết bài này bài khác, nhưng tình yêu sẽ không còn là chủ đề quan tâm chính của tôi như những năm qua nữa... Sau tuổi 30, có lẽ bắt đầu người ta có những sự tự tin hơn, những cảm giác rõ rệt hơn để làm việc gì đó vượt ra ngoài những nhu cầu và có tầm ảnh hưởng cá nhân đơn thuần... Tôi đã sống được giấc mơ nào đó của cuộc đời mình rồi và giờ cần tìm giấc mơ khác nữa và lại chinh phục, trải nghiệm tiếp để có chặng mới thú vị."

## Liveshow
Sau khi cho phát hành album Chuyện của mặt trời – Chuyện của chúng ta, Đỗ Bảo cũng giới thiệu liveshow sự nghiệp đầu tiên của mình mang tên Cánh cung – Đỗ Bảo – Live in Hanoi qua facebook cá nhân từ sự động viên của Thanh Lam và Trần Thu Hà. Chương trình được lên kế hoạch thực hiện từ năm 2012, nhưng do dự án Cánh cung 3 bị trì hoãn nên liveshow buộc phải rời xuống cuối năm 2013. Trực tiếp Đỗ Bảo bỏ tiền túi đứng ra dàn dựng, biên tập, kịch bản và chuẩn bị cho liveshow trong suốt 4 tháng với sự giúp đỡ của những người bạn thân và nhiều nghệ sĩ cộng tác. Chương trình được giới thiệu chính thức vào ngày 28 tháng 11 tại Hà Nội. Buổi diễn sau đó được tổ chức vào ngày 8 tháng 12 năm 2013 tại Cung văn hóa Hữu nghị Hà Nội, đạo diễn bởi Đỗ Thanh Sơn và Lương Minh, giám đốc âm nhạc bởi cựu thành viên ban nhạc Sao Mai – nghệ sĩ guitar Phạm Quốc Long. Liveshow tổng hợp lại 27 sáng tác ưa thích nhất của Đỗ Bảo trong 3 album Cánh cung, theo kèm sau đó là một DVD thu âm trực tiếp. Chương trình nhìn chung có được phản ứng tích cực từ dư luận, song chỉ có 3 ca khúc từ Chuyện của mặt trời – Chuyện của chúng ta là ca khúc tiêu đề, "Đôi giày lười" và "Bài ca cây đàn" được đưa vào liveshow.

## Đón nhận của công chúng
Chuyện của mặt trời – Chuyện của chúng ta tiếp tục là một album thành công của cá nhân Đỗ Bảo cũng như Trần Thu Hà. Album nhận được sự công nhận rộng khắp của khán giả cũng như giới chuyên môn và được coi là một trong những album xuất sắc nhất năm 2013 của nhạc nhẹ Việt Nam. Báo Nhân dân nhận định thành công của Đỗ Bảo và liveshow theo kèm chính là một trong những xu thế mới của nhạc Việt trong tương lai gần. Trong khi đó, báo Thể thao & Văn hóa ca ngợi tính chủ đề của album, nhấn mạnh đây là "một cơn gió lạ trong làng nhạc" và "sự phát triển đa dạng trong cách sáng tác của Đỗ Bảo, vừa rộng hơn về thể loại và cũng vừa tinh chất hơn". Tạp chí Nông nghiệp Việt Nam đánh giá "12 ca khúc, giản dị như tất cả những sản phẩm âm nhạc khác của Đỗ Bảo, như lời anh chia sẻ, giống như những lời hỏi han nhau của những người lâu rồi mới gặp, về những cái mới, về công việc, cuộc sống và những điều nho nhỏ khác..." Báo Hà Nội mới phân tích chi tiết từng yếu tố thành công của album khi sự kết hợp hài hòa giữa hai nghệ sĩ đã thể hiện hoàn hảo những chủ đề quan trọng của cuộc đời là "cuộc sống, tình yêu, lương tâm con người": "Lúc nào Trần Thu Hà cũng làm cho người nghe cảm thấy cô sẽ có sự đột phá và đa diện trong âm nhạc. Còn Đỗ Bảo lại là nhạc sĩ của những bản tình ca trầm ấm, ngọt ngào, sâu lắng, dễ đi vào lòng người đến lạ."
Tại Giải thưởng âm nhạc Cống hiến lần thứ 9 năm 2014, Chuyện của mặt trời – Chuyện của chúng ta xuất sắc giành giải "Album của năm" và cũng góp phần giúp Đỗ Bảo lần thứ 2 được trao "Nhạc sĩ của năm". Tại lễ trao giải, anh gửi lời cám ơn bạn bè, những nghệ sĩ và Trường Đại học Văn hóa nghệ thuật Quân đội đã tạo điều kiện để anh hoàn thành dự án: "Tôi cảm thấy rất là vinh dự, tôi thực sự rất là hạnh phúc khi mà công sức của mình đã được ghi nhận, chia sẻ bởi tất cả mọi người và giúp ích một điều gì đó đến với đời sống thông qua âm nhạc, thông qua những nốt nhạc, lời ca của tôi."